# Dervio
Dervio (Derf in dialetto comasco, pronuncia fonetica IPA: /ˈdɛrf/) è un comune italiano di 2 545 abitanti della provincia di Lecco, situato sulla sponda orientale del Lago di Como, in Lombardia.

## Geografia fisica

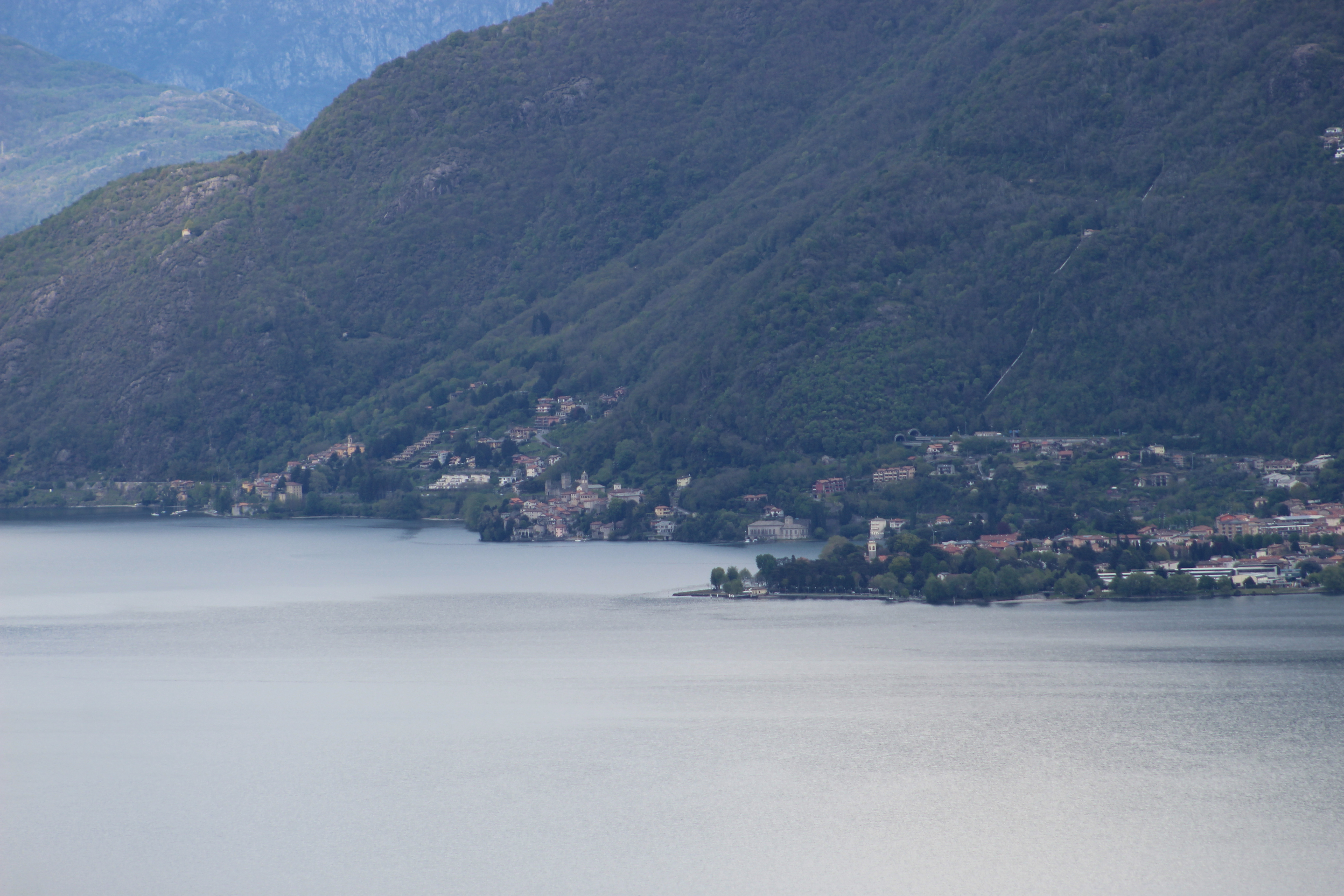
Punte di Dervio e Corenno Plinio

Dervio deve la sua particolare forma a conoide al Varrone, torrente che taglia in due il paese stesso e che nasce dall'omonima Valvarrone. Durante il suo incessante corso ha eroso e trasportato sedimenti rocciosi, i quali si sono pian piano adagiati sul fondo del lago, fino a formare la penisola derviese. Oltre alle frazioni più importanti, sono presenti altre località montane, quali: Pianezzo, Mai, Monte, Pratolungo e Vignago; inoltre da Dervio parte la strada provinciale della Valvarrone (SP67) che permettette di raggiungere Lavadee ed il Rifugio Roccoli Lorla, da cui parte il sentiero per il Monte Legnone, che con i suoi 2.609 m d'altezza è la cima più alta della provincia di Lecco e del settore più occidentale delle Alpi Orobie.

## Origini del nome
Il toponimo Dervio si ritiene possa derivare dalla radice celtica Derw o Dervo che significa quercia, forse per la presenza di querce sacre. L'ipotesi ottocentesca di un'origine greca da Delfo, attraverso il latino, pur basata su un passo di Strabone, è oggi ritenuta inattendibile per l'assenza di testimonianze dell'uso di Delphum prima del XVII sec.
La prima citazione del nome è in un testamento conservato dall'Archivio di Stato di Milano; fu redatto il 3 marzo 814, con cui Rotprando lasciò alcuni beni all'oratorio di San Quirico (oradorio Sancti Quirici in Derve positur). Nel documento sono citati anche una chiesa di San Pietro, forse la parrocchiale di Dervio, e alcuni beni a Dorio (citato come Dauri).

## Storia
Dervio in epoca romana passava la via Spluga, strada romana che metteva in comunicazione Milano con Lindau passando dal passo dello Spluga. Per secoli però le comunicazioni sul lago avvenivano in modo più comodo tramite le acque del Lago di Como.
Nel X secolo il monastero di Santa Cristina possedeva alcuni beni a Dervio (Dirvy).
Nel 1480 il Contado della Riviera con Dervio assieme a Mandello del Lario, Bellano, Varenna, Corenno e Monte Introzzo., venne infeudato a Pietro II Dal Verme, conte di Bobbio, Voghera, Castel San Giovanni e tutta la val Tidone, Pieve di Incino e Valsassina; morì nel 1485 e il feudo assieme agli altri della Riviera viene assegnato, non senza contrasti dei cittadini interessati, a Chiara Sforza, figlia di Galeazzo Maria Sforza, vedova Dal Verme. 
Nonostante i tentativi di sottrarle le proprietà, Chiara Sforza ne mantenne il controllo fino alla morte (1530); invece già nel 1533 gli eredi Fregoso preferirono cedere Dervio e gli altri feudi della Riviera agli Sfondrati, che ne furono feudatari fino al 1788.

### Simboli
Lo stemma e il gonfalone sono stati concessi con DPR del 20 ottobre 1998.
(D.P.R. del 30 novembre 1998)
È raffigurato in forma ideale il castello di Orezia, in realtà costruito solo da una torre tardomedievale fortificata, che era permetteva il controllo della strada della Valvarrone.
Il gonfalone è un drappo di bianco.

## Monumenti e luoghi d'interesse

### Architetture militari
- Torre di Orezia (XI secolo), in località Castello
- Castello di Corenno Plinio, fortificazione medievale a recinto con due torri (torre quadrata a nord-est e torre a vela a sud-ovest)
- Castelvedro, resti di una fortificazione altomedievale in località Mai

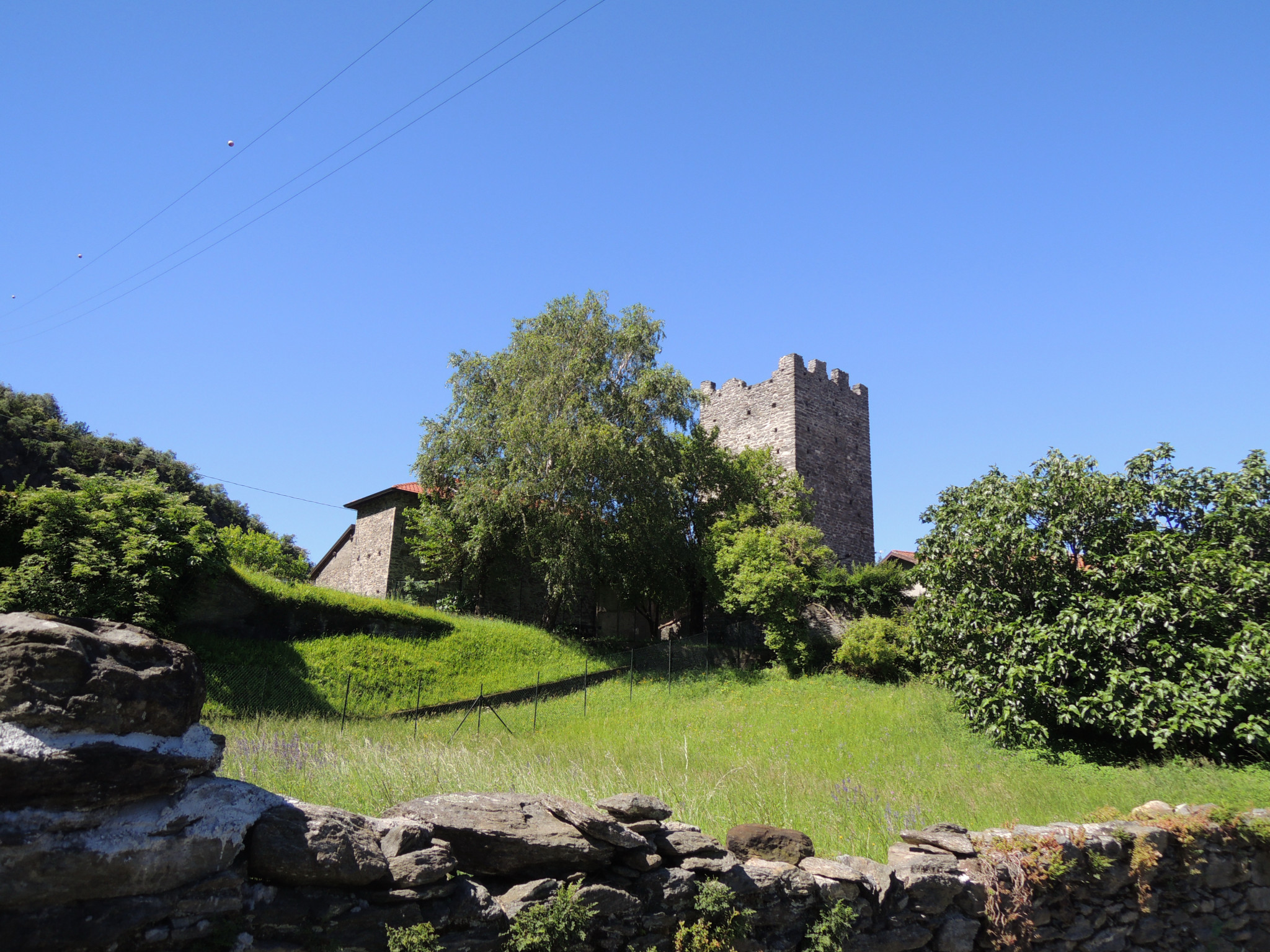
Castello di Orezia
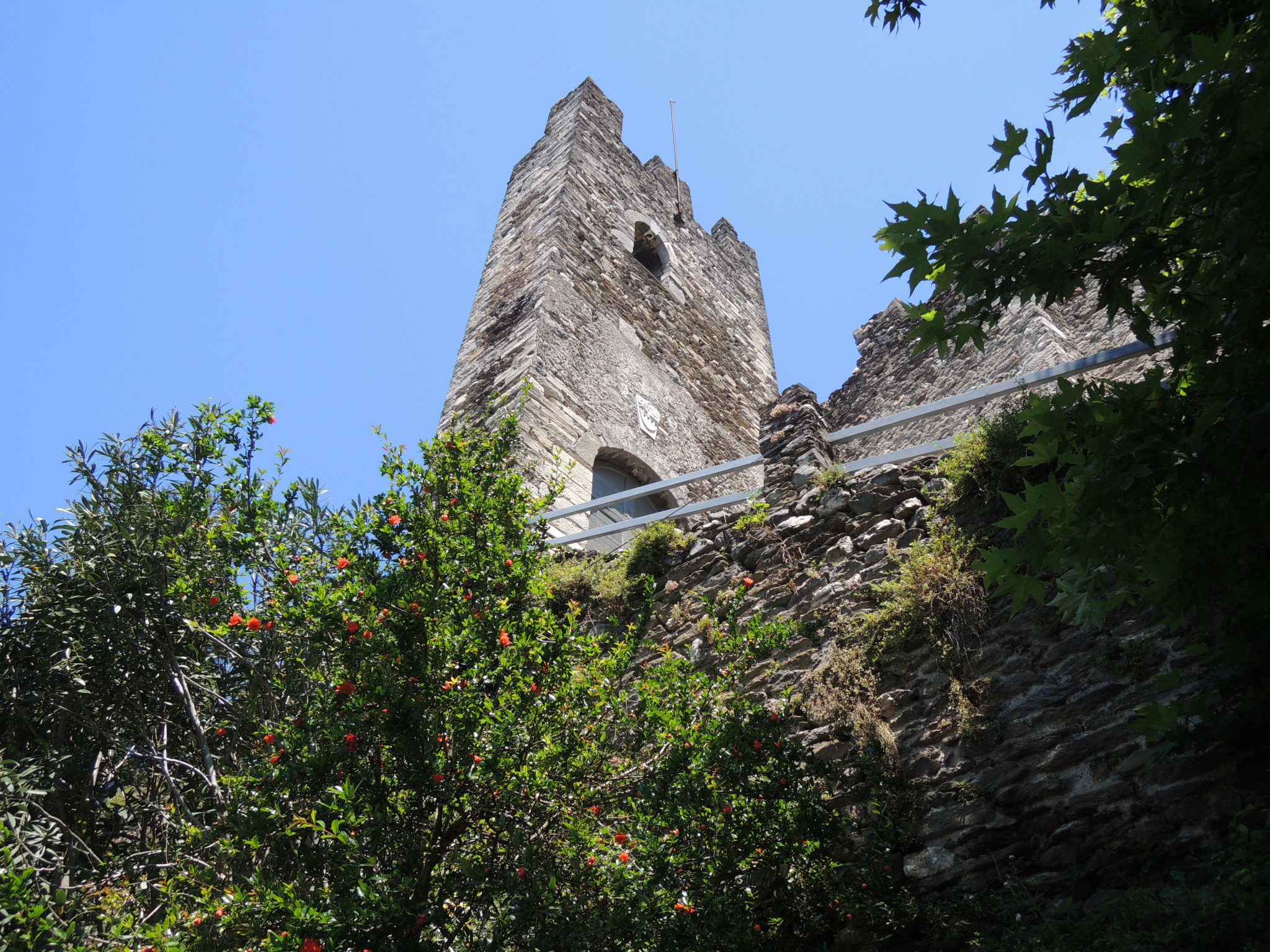
Castello a Corenno Plinio
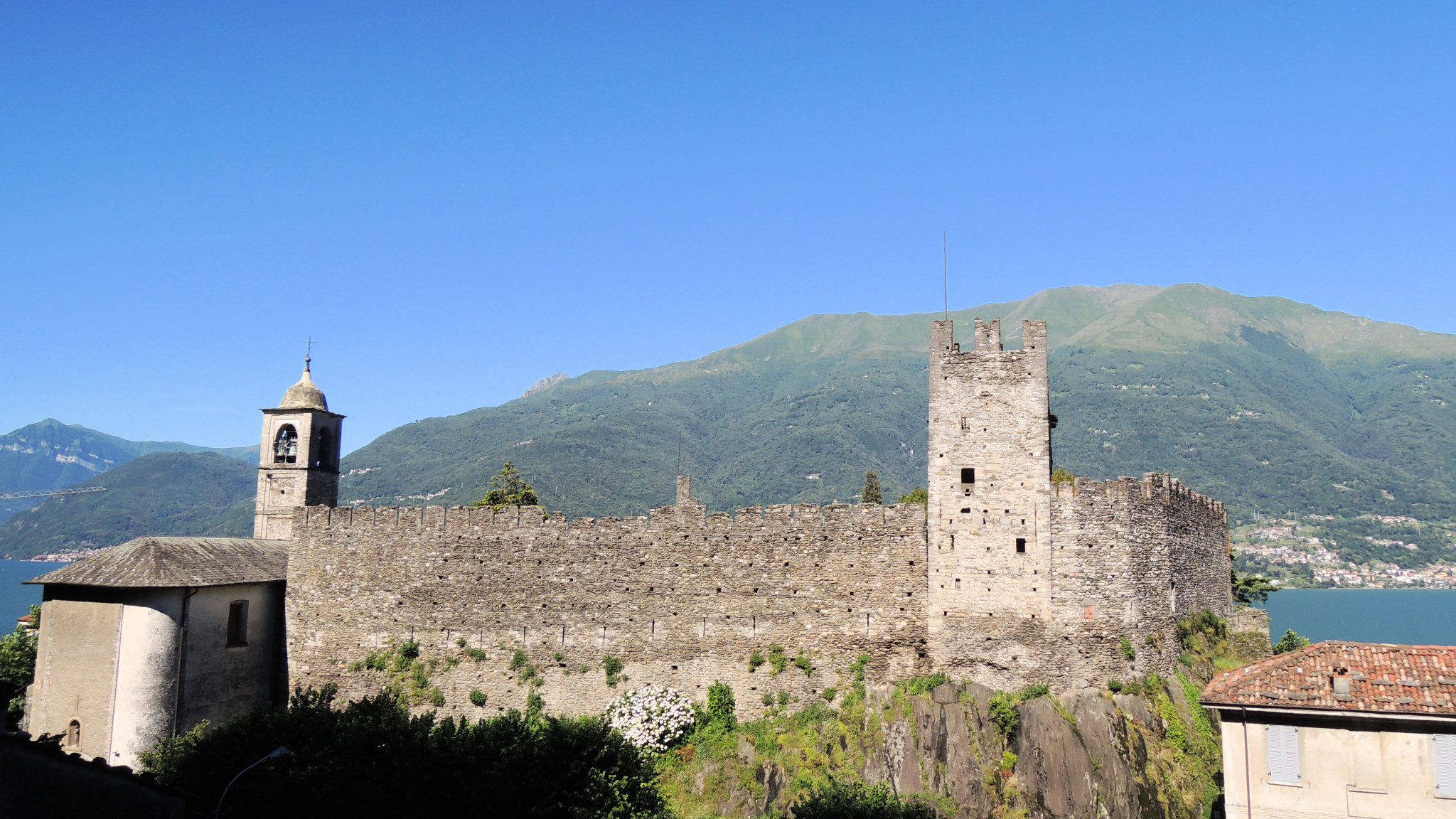
Castello a Corenno Plinio
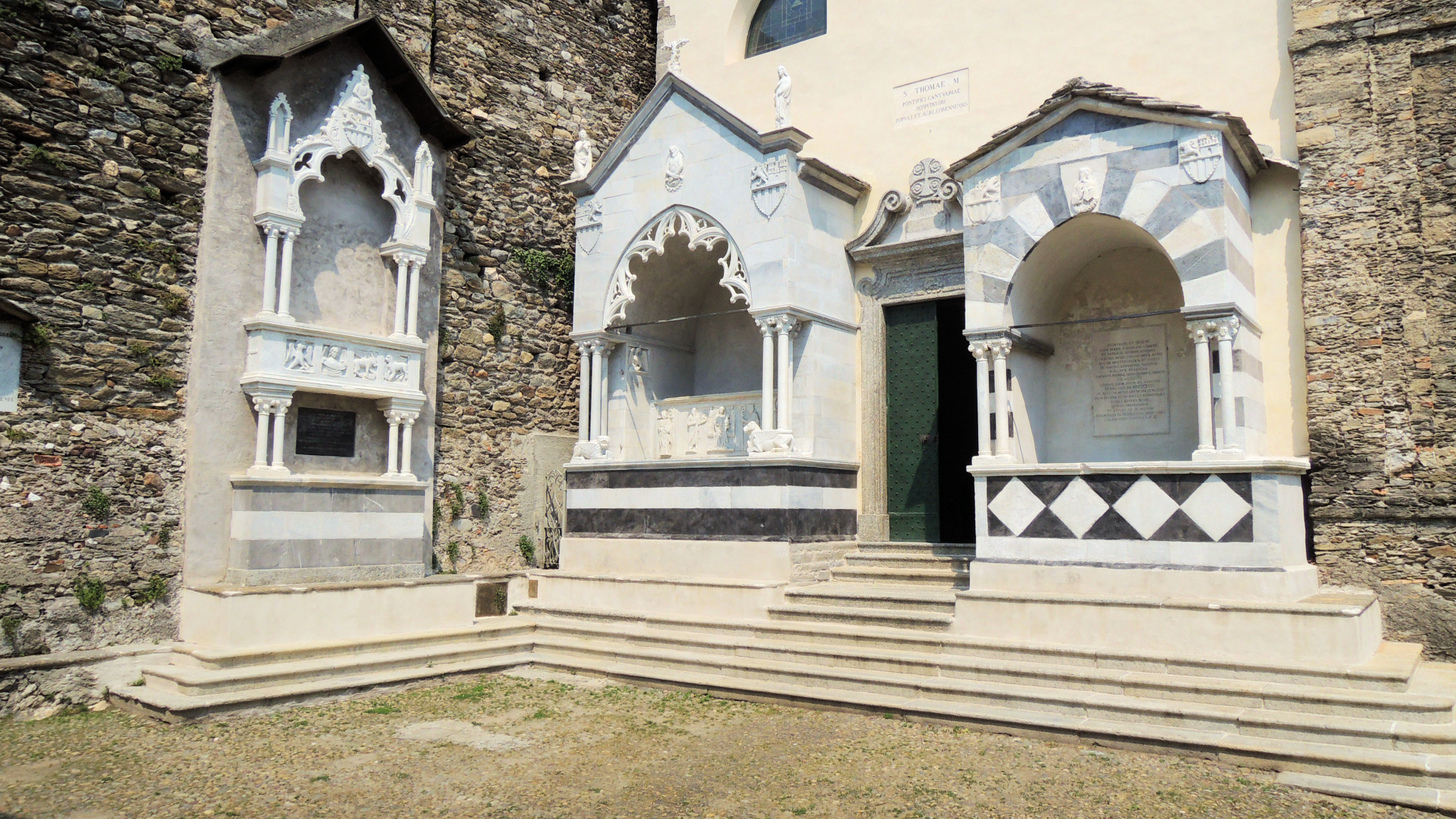
Arche Andreani

Da dicembre 2016 l'Amministrazione comunale ha aderito a Wiki Loves Monuments.

### Architetture civili
- Villa Capona (XVI secelo, rimaneggiata nell'Ottocento), presenta un giardino dove alcune nicchie conservano affreschi allegorici[17]
- Palazzo Sormani Marietti (XVII secolo)[18]
- Ex-casa comunale[19]
- Centrale idroelettrica Bonomi[20]
- Villa Galperti e Stabilimento Redaelli, edifici realizzati su progetto di Enrico Agostino Griffini[21][22]
- Villa Vergottini (anni 1920)[23]

### Architetture religiose
- Chiesa prepositurale dei Santi Pietro e Paolo, in località Borgo
- Chiesa parrocchiale di San Tommaso di Canterbury, nella frazione di Corenno Plinio
  - Arche Andreani, tre arche funebri del XIV sec. della famiglia Andreani poste sulla facciata e sul sagrato della chiesa parrocchiale
- Chiesa dei Santi Quirico e Giulitta, in località Ponte di Villa
- Chiesa di San Leonardo, in località Castello
- Oratorio di San Gregorio Magno, in località Borgo
- Chiesa di Santa Cecilia

## Società

### Evoluzione demografica
- 331 nel 1751
- 387 nel 1771
- 429 nel 1805
- 742 nel 1809 (dopo annessione di Corenno e Dorio)
- 656 nel 1853
- 734 nel 1861
- 940 nel 1881
- 1331 nel 1901
- 1511 nel 1921
- 2296 nel 1931 (dopo annessione di Corenno e Dorio)
- 2242 nel 1936
- 2168 nel 1951 (dopo ricostituzione del Comune di Dorio)

Abitanti censiti

### Etnie e minoranze straniere
Al 1º gennaio 2016 erano residenti 171 cittadini stranieri (77 provenienti da paesi africani, 66 da paesi europei, 20 da paesi del continente americano, 14 da paesi asiatici). I paesi più rappresentati sono il Marocco (55) e Albania (21).

## Istituzioni, enti e associazioni
- Sezione di Dervio del Club Alpino Italiano, fondata nel 1946[26]
- Unione Sportiva Derviese
- Coro Delphum, attivo dal 1998[27]
- Pro Loco Dervio, attiva dal 1972

## Cultura
La biblioteca comunale, attiva dal 1977, dal 2011 ha sede nell'ex palazzo comunale in piazza IV Novembre. È parte del Sistema Bibliotecario Lecchese.
Sono presenti una scuola primaria e una scuola media.

### Eventi
- Festival Internazionale Cinema d'Animazione e Fumetto (dal 1999)[29]
- Ritorno a Corenno (dal 2015), manifestazione con esposizione di presepi e per la riscoperta delle vecchie abitazioni del borgo medioevale di Corenno Plinio.

## Geografia antropica

### Suddivisioni storiche
La frazione di Corenno Plinio costituì comune autonomo tra la prima metà del XV secolo e il 1927 (venne riunito a Dervio anche per un breve periodo di tempo dal 1806, durante il dominio napoleonico).
I nuclei abitati primitivi della piana principale furono quelli delle località Borgo (abitazioni attorno alla chiesa prepositurale), Castello (nucleo fortificato a monte), Villa (abitato di origine rurale, corrispondente all'attuale via Armando Diaz) e Balma (poche costruzioni ai lati dell'attuale via Duca d'Aosta). Durante il Medioevo il Borgo aveva una fortificazione citata nelle cronache della guerra decennale, ma non ne resta alcuna traccia.
Nel corso del Novecento con la progressiva urbanizzazione della piana venne meno la netta suddivisione tra i nuclei storici.
In località Monastero era presente dal XIV secolo un monastero degli Umiliati, dedicato a San Clemente. Con la soppressione dell'ordine nel 1571, l'edificio venne venduto a privati e subì numerose trasformazioni.
(C. Cantù, Isotta)

## Economia

### Settore primario
Fino alla metà del XIX secolo nel territorio derviese erano presenti vigne, oliveti, coltivazioni di gelsi e allevamenti di alcuni bovini. Diffusa era anche la pesca dell'agone, pratica che proseguita anche nel Novecento, ma in modo ridotto.

### Settore secondario
Come in altri centri della zona, per secoli fu presente la lavorazione della lana, attività promossa dagli Umiliati del monastero di San Clemente.
Negli anni 1870 iniziarolo la propria attività alcune industrie cartarie, nonché la Ferriera della Società Metallurgica. Quest'ultima impresa venne successivamente sostituita dalla ditta Redaelli, che prima del 1925 arrivò ad avere oltre ottocento operai.
Nell'ultimo quarto del Novecento, le attività industriali derviesi subirono una consistente flessione.

### Turismo
Nel 1905 alcuni inglesi, in villeggiatura a Bellagio, crearono il Lake Como Golf Club, attivo solo per pochi anni.
Uno sviluppo turistico locale si ebbe a partire dagli anni 1980.
Nel 2016, Legambiente e Touring Club Italiano hanno attribuito 4 vele (su un massimo di 5) alle spiagge di Dervio nella Guida Blu, riconoscimento assegnato per il nono anno consecutivo.

## Infrastrutture e trasporti
La piana è attraversata dalla Strada Provinciale del Lago di Como.
In località Chiari è presente lo svincolo della Strada statale 36 del Lago di Como e dello Spluga con ingresso in direzione Lecco e uscita in direzione Colico.
La stazione ferroviaria, posta al centro della piana, è sulla linea Lecco-Tirano.
È presente uno scalo della linea di navigazione, attivo però solo in modo stagionale. A Dervio vi è inoltre il cantiere della Navigazione Laghi.

## Amministrazione
| Periodo | Periodo   | Primo cittadino    | Partito | Carica  | Note        |
| ------- | --------- | ------------------ | ------- | ------- | ----------- |
| 1990    | 1995      | Fulvio Balbiani    |         | Sindaco |             |
| 1995    | 2004      | Vittorio Rusconi   |         | Sindaco |             |
| 2004    | 2009      | Gianmario Macchi   |         | Sindaco |             |
| 2009    | 2019      | Davide Vassena     |         | Sindaco | due mandati |
| 2019    | in carica | Stefano Cassinelli |         | Sindaco |             |

### Gemellaggi
- Rousínov, dal 2005

### Altre informazioni amministrative
Il comune è parte della Comunità montana della Valsassina, Valvarrone, Val d'Esino e Riviera.

## Sport
Nel 1902 venne fondata a Dervio l'Unione Sportiva Derviese che, dopo un periodo di inattività durante la Prima Guerra Mondiale, venne ricostituita nel 1921. Oggi sono presenti le sezioni relative a Atletica, Calcio, Ciclismo, Pallacanestro e Pallavolo.
Sono presenti circoli velici e scuole di vela. La posizione della piana permette inoltre l'attività di windsurf e di kitesurf.